# Zornia
Zornia je biljni rod iz porodice mahunarki raširen po tropskoj Aziji, Africi, Americi i Australiji.

## Vrste
Na popisu su 92 vrste:
1. Zornia acauensis Brandão & Sousa Costa
2. Zornia acuta S.T.Reynolds & A.E.Holland
3. Zornia adenophora (Domin) Mohlenbr.
4. Zornia afranioi Vanni
5. Zornia albiflora Mohlenbr.
6. Zornia albolutescens Mohlenbr.
7. Zornia apiculata Milne-Redh.
8. Zornia arenicola Bal.-Tul. & P.Herrera
9. Zornia areolata Mohlenbr.
10. Zornia bracteata (Walter) J.F.Gmel.
11. Zornia brasiliensis Vogel
12. Zornia brevipes Milne-Redh.
13. Zornia burkartii Vanni
14. Zornia capensis Pers.
15. Zornia cearensis Huber
16. Zornia chaetophora F.Muell.
17. Zornia confusa Vanni
18. Zornia contorta Mohlenbr.
19. Zornia crinita (Mohlenbr.) Vanni
20. Zornia cryptantha Arechav.
21. Zornia curvata Mohlenbr.
22. Zornia decussata Fort.-Pérez, G.P.Lewis & A.M.G.Azevedo
23. Zornia dichotoma Bal.-Tul. & P.Herrera
24. Zornia diphylla (L.) Pers.
25. Zornia disticha S.T.Reynolds & A.E.Holland
26. Zornia durumuensis De Wild.
27. Zornia dyctiocarpa DC.
28. Zornia echinocarpa (Moric.) Benth.
29. Zornia filifoliola Pittier
30. Zornia fimbriata Mohlenbr.
31. Zornia flemmingioides Moric.
32. Zornia floribunda S.T.Reynolds & A.E.Holland
33. Zornia gardneriana Moric.
34. Zornia gemella Willd. ex Vogel
35. Zornia gibbosa Span.
36. Zornia glabra Desv.
37. Zornia glaziovii Harms
38. Zornia glochidiata Rchb. ex DC.
39. Zornia grandiflora Fort.-Pérez & A.M.G.Azevedo
40. Zornia guanipensis Pittier
41. Zornia harmsiana Standl.
42. Zornia hebecarpa Mohlenbr.
43. Zornia herbacea Pittier
44. Zornia intecta Mohlenbr.
45. Zornia lasiocarpa A.Molina
46. Zornia latifolia DC.
47. Zornia leptophylla (Benth.) Pittier
48. Zornia linearis E.Mey.
49. Zornia macdonaldii A.E.Holland
50. Zornia maritima S.T.Reynolds & A.E.Holland
51. Zornia megistocarpa Mohlenbr.
52. Zornia melanocarpa Fort.-Pérez
53. Zornia microphylla Desv.
54. Zornia milneana Mohlenbr.
55. Zornia mitziana Sousa Costa
56. Zornia muelleriana Mohlenbr.
57. Zornia multinervosa Burkart ex Bacigalupo
58. Zornia muriculata Mohlenbr.
59. Zornia myriadena Benth.
60. Zornia nervata Mohlenbr.
61. Zornia oligantha S.T.Reynolds & A.E.Holland
62. Zornia orbiculata Mohlenbr.
63. Zornia ovata Vogel
64. Zornia pallida Mohlenbr.
65. Zornia papuensis Mohlenbr.
66. Zornia pardina Mohlenbr.
67. Zornia pedunculata S.T.Reynolds & A.E.Holland
68. Zornia piurensis Mohlenbr.
69. Zornia pratensis Milne-Redh.
70. Zornia prostrata S.T.Reynolds & A.E.Holland
71. Zornia puberula Mohlenbr.
72. Zornia punctatissima Milne-Redh.
73. Zornia ramboiana Mohlenbr.
74. Zornia ramosa S.T.Reynolds & A.E.Holland
75. Zornia reptans Harms
76. Zornia reticulata Sm.
77. Zornia setosa Baker f.
78. Zornia sinaloensis Mohlenbr.
79. Zornia songeensis Milne-Redh.
80. Zornia stirlingii (F.M.Bailey) Domin
81. Zornia subsessilis Fort.-Pérez & A.M.G.Azevedo
82. Zornia tenuifolia Moric.
83. Zornia thymifolia Kunth
84. Zornia trachycarpa Vogel
85. Zornia ulei Harms
86. Zornia vaughaniana Mohlenbr.
87. Zornia venosa Mohlenbr.
88. Zornia vestita Mohlenbr.
89. Zornia vichadana (Killip ex Mohlenbr.) Fort.-Pérez & A.M.G.Azevedo
90. Zornia virgata Moric.
91. Zornia walkeri Arn.
92. Zornia zollingeri Mohlenbr.

## Sinonimi
- Myriadenus Desv.; J. Bot. 1: 121 (1813), t. 4, f. 11